# Viola lanceolata
Viola lanceolata är en violväxtart som beskrevs av Carl von Linné. Enligt Catalogue of Life ingår Viola lanceolata i släktet violer och familjen violväxter, men enligt Dyntaxa är tillhörigheten istället släktet violer och familjen violväxter. Arten har ej påträffats i Sverige.

## Underarter
Arten delas in i följande underarter:
- V. l. lanceolata
- V. l. occidentalis
- V. l. vittata